# The Division Bell Tour
The Division Bell Tour va ser una gira de concerts del grup britànic Pink Floyd de l'any 1994 per donar suport al seu àlbum The Division Bell. El 1995 la banda va treure al mercat l'àlbum en directe P*U*L*S*E per a commemorar la gira, que resultaria al final, l'última gira de Pink Floyd, encara que els membres de la banda han continuat tocant les cançons de la banda en gires en solitari.

## Història
The Division Bell Tour del 1994 va tenir com a promotor l'empresari canadenc Michael Cohl i es va convertir en la gira amb més ingressos de la història de la música rock en aquells temps, amb la banda que tocant íntegrament The Dark Side of the Moon en alguns espectacles, per primera vegada des de 1975.
Els concerts presentaven fins i tot més efectes especials més impressionants que la gira prèvia, incloent-hi dues aeronaus dissenyades expressament. Tres escenaris van conviure durant els concerts al voltant d'Amèrica del Nord i Europa, cadascun de 55 metres de llarg i amb un arc de 40 metres que s'assemblava al Hollywood Bowl. En general, la gira exigia que 700 tones d'acer portat per 53 camions articulats, amb una tripulació de 161 persones i una inversió inicial de 4 milions de dòlars més un plus de 25 milions de costos per a fer funcionar-ho tot. Al llarg de la gira es va tocar davant 5,5 milions de persones en 68 ciutats; cada concert recollia una audiència 45.000 persones de mitjana. Al final de l'any, la gira s'anunciava com la gira més gran mai realitzada, amb uns ingressos bruts mundials per sobre els 150 milions de lliures. Als Estats Units només, es van guanyar un total de 103,5 milions de dòlars en 59 concerts. Tanmateix, aquest rècord va ser efímer: menys d'un any més tard, la Voodoo Lounge Tour de The Rolling Stones (com el The Division Bell Tour, patrocinada en part per Volkswagen) va acabar amb uns ingressos bruts mundials per sobre els 300 milions de dòlars. The Rolling Stones, AC/DC, U2, The Police i Madonna romanen entre els únics actes que alguna vegada han aconseguit un brut mundial més alt d'una gira, adaptant-se fins i tot per a la inflació.
Aquests espectacles es van documentar en d'àlbum i dvd P*U*L*S*E.
El concert final de la gira el 29 d'octubre de 1994 ha resultat ser l'actuació completa final de Pink Floyd, i l'últim cop que la banda ha tocat en directe abans de l'aparició de 18 minuts amb Roger Waters al Live 8 el 2 de juliol de 2005.

## Banda durant la gira
- David Gilmour - guitarres, vocalista principal
- Richard Wright - teclats, vocalista secundari, cors
- Nick Mason - bateria, percussió

Músics addicionals
- Jon Carin - teclats, vocalista secundari, cors
- Guy Pratt - baix, vocalista secundari, cors
- Gary Wallis - percussió, bateria addicional (tocat i programat)
- Tim Renwick - guitarres, cors
- Dick Parry - saxòfons
- Sam Brown - cors
- Claudia Fontaine - cors
- Durga McBroom - cors

## Repertoris
Hi va haver dos repertoris típics utilitzats durant la gira. El primer va ser utilitzat tota la gira, i el segon es va presentar el 15 de juliol, al Pontiac Silverdome, i es va alternar amb la primera llista per a la resta de la gira.
Repertori típic
Primera part:
1. Astronomy Domine (a Europa obriria a vegades la segona part)
2. Learning to Fly
3. What Do You Want from Me
4. On the Turning Away
5. Take It Back
6. una tercera cançó de The Division Bell (a vegades se'n tocaven dos)
(A Great Day for Freedom [30x], Poles Apart [29x], Coming Back to Life [28x], i Lost for Words [5x])
7. Sorrow
8. Keep Talking
9. One of These Days

Segona part:
1. Shine On You Crazy Diamond (Parts 1-5 & 7) (a Europe obriria a vegades la primera part)
2. Breathe
3. Time
4. High Hopes
5. The Great Gig in the Sky
6. Wish You Were Here
7. Us and Them
8. Money
9. Another Brick in the Wall (Part 2)
10. Comfortably Numb

Bis:
1. Hey You
2. Run Like Hell

Segon repertori típic
Primera part:
1. Shine On You Crazy Diamond (Parts 1-5 & 7)
2. Learning to Fly
3. High Hopes
4. Take It Back (reemplaçat per Lost for Words al concert del 19 d'octubre)
5. Coming Back to Life (reemplaçat per A Great Day for Freedom al concert del 19 d'octubre)
6. Sorrow
7. Keep Talking
8. Another Brick in the Wall (Part 2)
9. One of These Days

Segona part:
1. Speak to Me
2. Breathe
3. On the Run
4. Time
5. The Great Gig in the Sky
6. Money
7. Us and Them
8. Any Colour You Like
9. Brain Damage
10. Eclipse

Bis:
1. Wish You Were Here
2. Comfortably Numb
3. Run Like Hell

Cançons incloses en els repertoris, que no van ser tocades regularment
- One Slip (només tocada 1 vegada [Oakland 22]) - entre The Great Gig in the Sky i Us and Them (Wish You Were Here es va tocar a canvia de Us and Them en aquest concert)
- Marooned (només tocada a Oslo, Noruega [2 vegades]) - abans de Run Like Hell

## Dates de la gira
| Data                   | Ciutat                        | País             | Instal·lació                        |                             |
| Amèrica del Nord       | Amèrica del Nord              | Amèrica del Nord | Amèrica del Nord                    |                             |
| ---------------------- | ----------------------------- | ---------------- | ----------------------------------- | --------------------------- |
| 30 de març de 1994     | Miami Gardens, Florida        | Estats Units     | Joe Robbie Stadium                  |                             |
| 3 d'abril de 1994      | San Antonio (Texas)           | Estats Units     | Alamodome                           |                             |
| 5 d'abril de 1994      | Houston, Texas                | Estats Units     | Rice Stadium (Rice University)      |                             |
| 9 d'abril de 1994      | Ciutat de Mèxic               | Mèxic            | Autódromo Hermanos Rodríguez        |                             |
| 10 d'abril de 1994     | Ciutat de Mèxic               | Mèxic            | Autódromo Hermanos Rodríguez        |                             |
| 14 d'abril de 1994     | San Diego, Califòrnia         | Estats Units     | Jack Murphy Stadium                 |                             |
| 16 d'abril de 1994     | Pasadena, Califòrnia          | Estats Units     | Rose Bowl                           |                             |
| 17 d'abril de 1994     | Pasadena, Califòrnia          | Estats Units     | Rose Bowl                           |                             |
| 20 d'abril de 1994     | Oakland, Califòrnia           | Estats Units     | Oakland-Alameda County Coliseum     |                             |
| 21 d'abril de 1994     | Oakland, Califòrnia           | Estats Units     | Oakland-Alameda County Coliseum     |                             |
| 22 d'abril de 1994     | Oakland, Califòrnia           | Estats Units     | Oakland-Alameda County Coliseum     |                             |
| 24 d'abril de 1994     | Tempe, Arizona                | Estats Units     | Sun Devil Stadium                   |                             |
| 26 d'abril de 1994     | El Paso, Texas                | Estats Units     | Sun Bowl Stadium                    |                             |
| 28 d'abril de 1994     | Irving (Texas)                | Estats Units     | Texas Stadium                       |                             |
| 29 d'abril de 1994     | Irving (Texas)                | Estats Units     | Texas Stadium                       |                             |
| 1 de maig de 1994      | Birmingham, Alabama           | Estats Units     | Legion Field                        |                             |
| 3 de maig de 1994      | Atlanta, Georgia              | Estats Units     | Bobby Dodd Stadium                  |                             |
| 4 de maig de 1994      | Atlanta, Georgia              | Estats Units     | Bobby Dodd Stadium                  |                             |
| 6 de maig de 1994      | Tampa, Florida                | Estats Units     | Tampa Stadium                       |                             |
| 10 de maig de 1994     | Raleigh (Carolina del Nord)   | Estats Units     | Carter-Finley Stadium               |                             |
| 12 de maig de 1994     | Clemson, Carolina del Sud     | Estats Units     | Memorial Stadium                    |                             |
| 14 de maig de 1994     | Nova Orleans, Louisiana       | Estats Units     | Louisiana Superdome                 |                             |
| 18 de maig de 1994     | Foxborough (Massachusetts)    | Estats Units     | Foxboro Stadium                     |                             |
| 19 de maig de 1994     | Foxborough (Massachusetts)    | Estats Units     | Foxboro Stadium                     |                             |
| 20 de maig de 1994     | Foxborough (Massachusetts)    | Estats Units     | Foxboro Stadium                     |                             |
| 22 de maig de 1994     | Mont-real, Quebec             | Estats Units     | Canadà                              | Estadi Olímpic de Mont-real |
| 23 de maig de 1994     | Mont-real, Quebec             |                  | Canadà                              | Estadi Olímpic de Mont-real |
| 24 de maig de 1994     | Mont-real, Quebec             |                  | Canadà                              | Estadi Olímpic de Mont-real |
| 26 de maig de 1994     | Cleveland (Ohio)              | Estats Units     | Cleveland Stadium                   |                             |
| 27 de maig de 1994     | Cleveland (Ohio)              | Estats Units     | Cleveland Stadium                   |                             |
| 29 de maig de 1994     | Columbus, Ohio                | Estats Units     | Ohio Stadium                        |                             |
| 31 de maig de 1994     | Pittsburgh, Pennsilvània      | Estats Units     | Three Rivers Stadium                |                             |
| 2 de juny de 1994      | Filadèlfia (Pennsilvània)     | Estats Units     | Veterans Stadium                    |                             |
| 3 de juny de 1994      | Filadèlfia (Pennsilvània)     | Estats Units     | Veterans Stadium                    |                             |
| 4 de juny de 1994      | Filadèlfia (Pennsilvània)     | Estats Units     | Veterans Stadium                    |                             |
| 6 de juny de 1994      | Syracuse (Nova York)          | Estats Units     | Carrier Dome                        |                             |
| 10 de juny de 1994     | Bronx, New York               | Estats Units     | Yankee Stadium                      |                             |
| 11 de juny de 1994     | Bronx, New York               | Estats Units     | Yankee Stadium                      |                             |
| 14 de juny de 1994     | Indianapolis, Indiana         | Estats Units     | RCA Dome                            |                             |
| 16 de juny de 1994     | Ames, Iowa                    | Estats Units     | Cyclone Stadium                     |                             |
| 18 de juny de 1994     | Denver, Colorado              | Estats Units     | Mile High Stadium                   |                             |
| 20 de juny de 1994     | Kansas City, Missouri         | Estats Units     | Arrowhead Stadium                   |                             |
| 22 de juny de 1994     | Minneapolis, Minnesota        | Estats Units     | Hubert H. Humphrey Metrodome        |                             |
| 25 de juny de 1994     | Vancouver, British Columbia   | Canadà           | BC Place Stadium                    |                             |
| 26 de juny de 1994     | Vancouver, British Columbia   | Canadà           | BC Place Stadium                    |                             |
| 28 de juny de 1994     | Edmonton, Alberta             | Canadà           | Commonwealth Stadium                |                             |
| 1 de juliol de 1994    | Winnipeg, Manitoba            | Canadà           | Winnipeg Stadium                    |                             |
| 3 de juliol de 1994    | Madison, Wisconsin            | Estats Units     | Camp Randall Stadium                |                             |
| 5 de juliol de 1994    | Toronto, Ontario              | Canadà           | Exhibition Stadium                  |                             |
| 6 de juliol de 1994    | Toronto, Ontario              | Canadà           | Exhibition Stadium                  |                             |
| 7 de juliol de 1994    | Toronto, Ontario              | Canadà           | Exhibition Stadium                  |                             |
| 9 de juliol de 1994    | Washington, D.C.              | Estats Units     | RFK Stadium                         |                             |
| 10 de juliol de 1994   | Washington, D.C.              | Estats Units     | RFK Stadium                         |                             |
| 12 de juliol de 1994   | Chicago, Illinois             | Estats Units     | Soldier Field                       |                             |
| 14 de juliol de 1994   | Pontiac, Michigan             | Estats Units     | Pontiac Silverdome                  |                             |
| 15 de juliol de 1994   | Pontiac, Michigan             | Estats Units     | Pontiac Silverdome                  |                             |
| 17 de juliol de 1994   | East Rutherford (Nova Jersey) | Estats Units     | Giants Stadium                      |                             |
| 18 de juliol de 1994   | East Rutherford (Nova Jersey) | Estats Units     | Giants Stadium                      |                             |
| Europa                 |                               |                  |                                     |                             |
| 22 de juliol de 1994   | Lisboa                        | Portugal         | Estádio José Alvalade               |                             |
| 23 de juliol de 1994   | Lisboa                        | Portugal         | Estádio José Alvalade               |                             |
| 25 de juliol de 1994   | Sant Sebastià                 | Espanya          | Velòdrom d'Anoeta                   |                             |
| 27 de juliol de 1994   | Barcelona                     | Espanya          | Estadi Olímpic Lluís Companys       |                             |
| 30 de juliol de 1994   | Chantilly, Oise               | França           | Castell de Chantilly                |                             |
| 31 de juliol de 1994   | Chantilly, Oise               | França           | Castell de Chantilly                |                             |
| 2 d'agost de 1994      | Colònia                       | Alemanya         | Mungersdorfer Stadion               |                             |
| 4 d'agost de 1994      | Múnic                         | Alemanya         | Estadi Olímpic de Múnic             |                             |
| 6 d'agost de 1994      | Basilea                       | Suïssa           | Fussballstadion St. Jakob           |                             |
| 7 d'agost de 1994      | Basilea                       | Suïssa           | Fussballstadion St. Jakob           |                             |
| 9 d'agost de 1994      | Montpeller                    | França           | Amphitheatre du Chateau de Grammont |                             |
| 11 d'agost de 1994     | Bordeus                       | França           | Esplanade des Quinconces            |                             |
| 13 d'agost de 1994     | Hockenheim                    | Alemanya         | Hockenheimring                      |                             |
| 16 d'agost de 1994     | Hannover                      | Alemanya         | Niedersachsenstadion                |                             |
| 17 d'agost de 1994     | Hannover                      | Alemanya         | Niedersachsenstadion                |                             |
| 19 d'agost de 1994     | Viena                         | Àustria          | Wiener Neustadt - Flugfeld          |                             |
| 21 d'agost de 1994     | Berlín                        | Alemanya         | Olympiastadion                      |                             |
| 23 d'agost de 1994     | Gelsenkirchen                 | Alemanya         | Parkstadion                         |                             |
| 25 d'agost de 1994     | Copenhaguen                   | Dinamarca        | Parken Stadium                      |                             |
| 27 d'agost de 1994     | Göteborg                      | Suècia           | Ullevi                              |                             |
| 29 d'agost de 1994     | Oslo                          | Noruega          | Valle Hovin Stadion                 |                             |
| 30 d'agost de 1994     | Oslo                          | Noruega          | Valle Hovin Stadion                 |                             |
| 2 de setembre de 1994  | Werchter                      | Bèlgica          | Festivalweide                       |                             |
| 3 de setembre de 1994  | Rotterdam                     | Països Baixos    | Stadion Feijenoord                  |                             |
| 4 de setembre de 1994  | Rotterdam                     | Països Baixos    | Stadion Feijenoord                  |                             |
| 5 de setembre de 1994  | Rotterdam                     | Països Baixos    | Stadion Feijenoord                  |                             |
| 7 de setembre de 1994  | Praga                         | República Txeca  | estadi Strahov                      |                             |
| 9 de setembre de 1994  | Estrasburg                    | France           | Stade de la Meinau                  |                             |
| 11 de setembre de 1994 | Lió                           | France           | Stade de Gerland                    |                             |
| 13 de setembre de 1994 | Torí                          | Itàlia           | Stadio delle Alpi                   |                             |
| 15 de setembre de 1994 | Udine                         | Itàlia           | Stadio Friuli                       |                             |
| 17 de setembre de 1994 | Mòdena                        | Itàlia           | Festa Nazionale dell Unita          |                             |
| 19 de setembre de 1994 | Roma                          | Itàlia           | Cinecittà                           |                             |
| 20 de setembre de 1994 | Roma                          | Itàlia           | Cinecittà                           |                             |
| 21 de setembre de 1994 | Roma                          | Itàlia           | Cinecittà                           |                             |
| 23 de setembre de 1994 | Lyon                          | França           | Stade de Gerland                    |                             |
| 25 de setembre de 1994 | Lausanne                      | Suïssa           | Stade Olympique de la Pontaise      |                             |
| 13 d'octubre de 1994   | Londres                       | Anglaterra       | Earls Court Exhibition Centre       |                             |
| 14 d'octubre de 1994   | Londres                       | Anglaterra       | Earls Court Exhibition Centre       |                             |
| 15 d'octubre de 1994   | Londres                       | Anglaterra       | Earls Court Exhibition Centre       |                             |
| 16 d'octubre de 1994   | Londres                       | Anglaterra       | Earls Court Exhibition Centre       |                             |
| 17 d'octubre de 1994   | Londres                       | Anglaterra       | Earls Court Exhibition Centre       |                             |
| 19 d'octubre de 1994   | Londres                       | Anglaterra       | Earls Court Exhibition Centre       |                             |
| 20 d'octubre de 1994   | Londres                       | Anglaterra       | Earls Court Exhibition Centre       |                             |
| 21 d'octubre de 1994   | Londres                       | Anglaterra       | Earls Court Exhibition Centre       |                             |
| 22 d'octubre de 1994   | Londres                       | Anglaterra       | Earls Court Exhibition Centre       |                             |
| 23 d'octubre de 1994   | Londres                       | Anglaterra       | Earls Court Exhibition Centre       |                             |
| 26 d'octubre de 1994   | Londres                       | Anglaterra       | Earls Court Exhibition Centre       |                             |
| 27 d'octubre de 1994   | Londres                       | Anglaterra       | Earls Court Exhibition Centre       |                             |
| 28 d'octubre de 1994   | Londres                       | Anglaterra       | Earls Court Exhibition Centre       |                             |
| 29 d'octubre de 1994   | Londres                       | Anglaterra       | Earls Court Exhibition Centre       |                             |